# Taqī Dīzeh
Taqī Dīzeh (persiska: تَقی ديزَج, تقی ديزه, Nagdīzsī, Taqī Dīzaj, نَگديزسی) är en ort i Iran.   Den ligger i provinsen Ardabil, i den nordvästra delen av landet, 400 km nordväst om huvudstaden Teheran. Taqī Dīzeh ligger 1 451 meter över havet och antalet invånare är 415.
Terrängen runt Taqī Dīzeh är kuperad åt nordväst, men åt sydost är den platt. Runt Taqī Dīzeh är det ganska tätbefolkat, med 139 invånare per kvadratkilometer. Närmaste större samhälle är Namīn, 19,5 km öster om Taqī Dīzeh. Trakten runt Taqī Dīzeh består i huvudsak av gräsmarker.